# 加泰罗尼亚广场

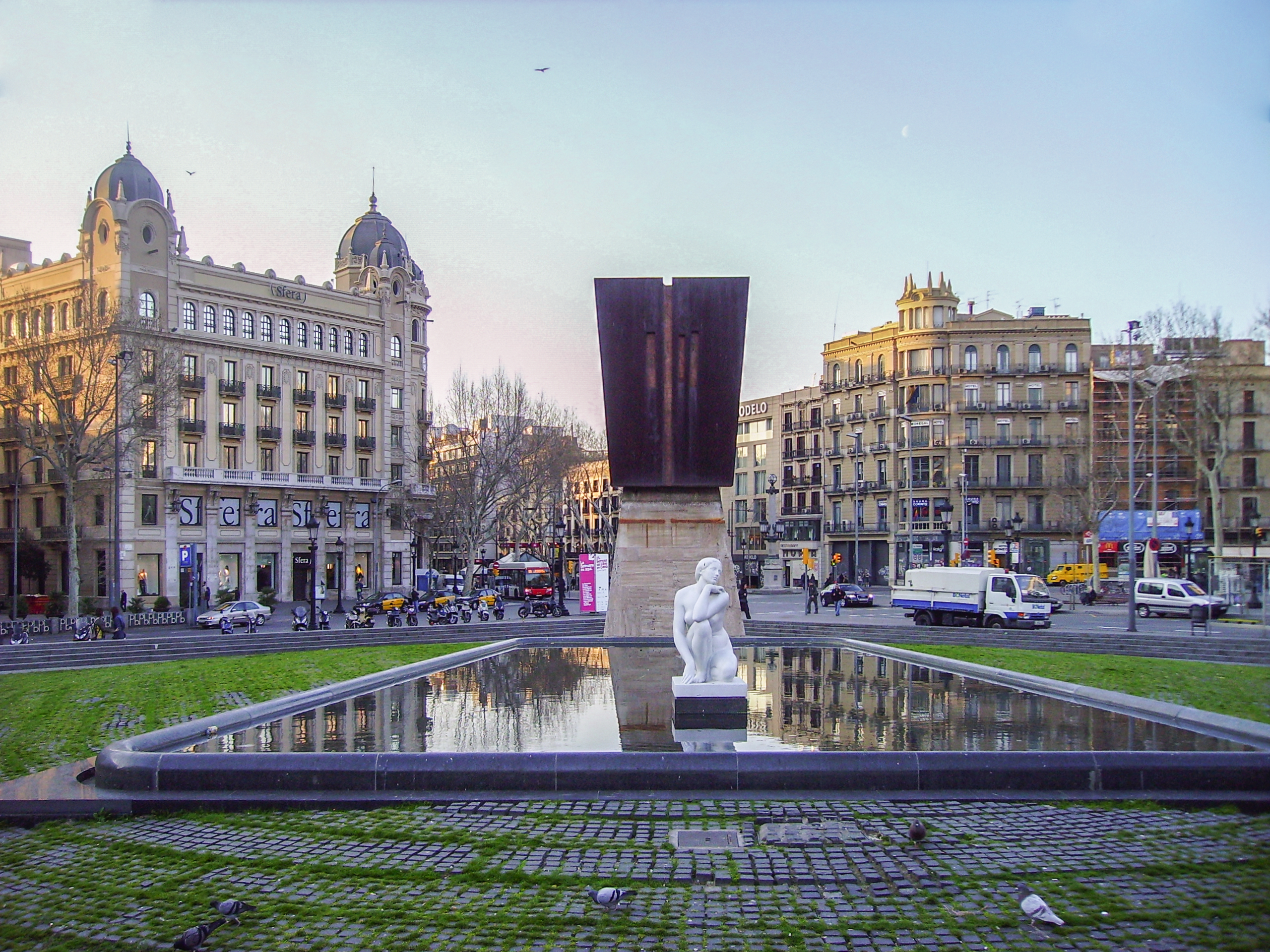
加泰罗尼亚广场

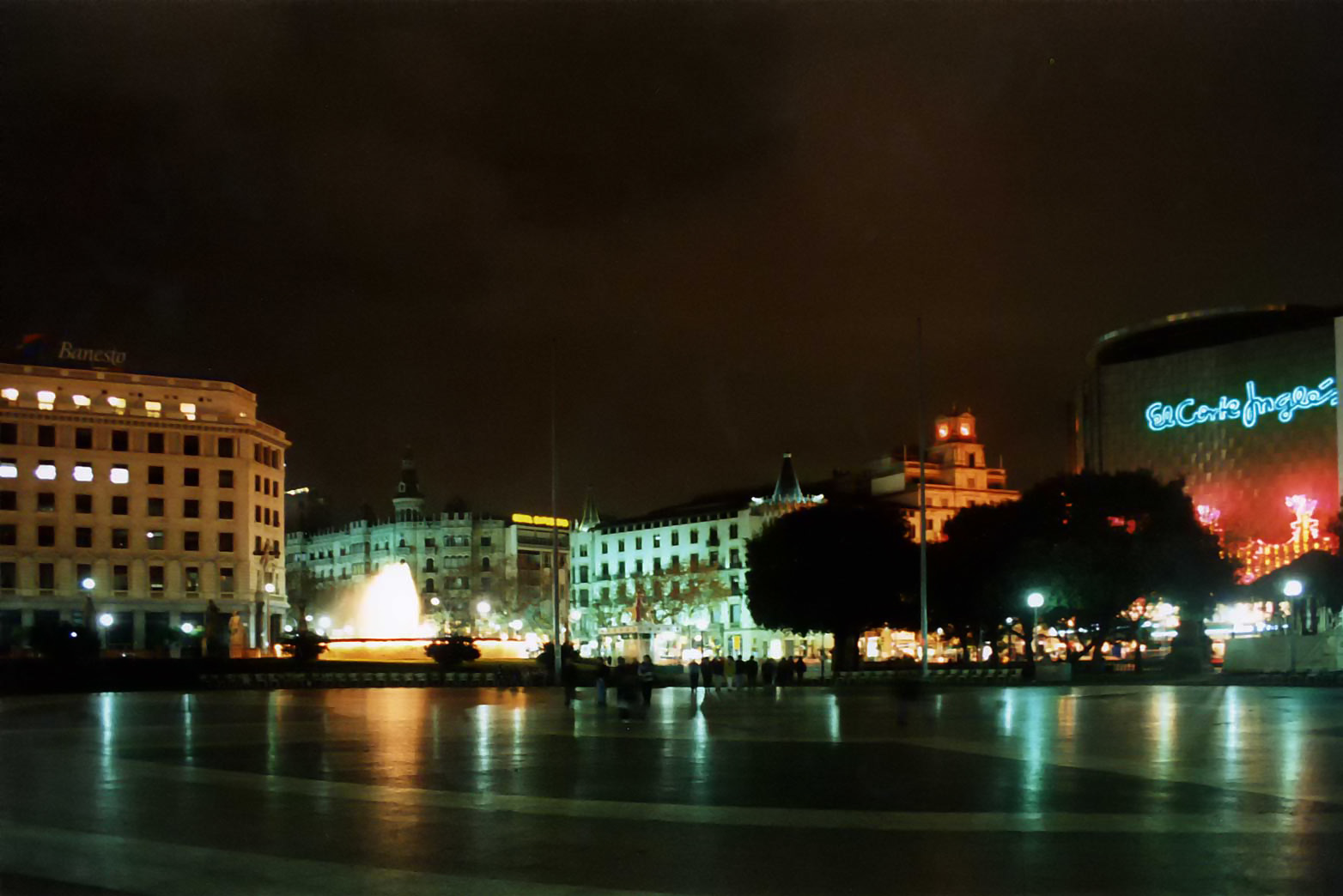
夜景

加泰罗尼亚广场（加泰隆尼亞語：Plaça de Catalunya）是加泰罗尼亚城市巴塞罗那市中心旧城区的一个大型广场，数条重要街道交汇于此。面积50,000平方米，以喷泉和雕塑著称，并聚集许多鸽子。设有地铁站。